# Live Aid
Live Aid je bil dvojni dobrodelni rock koncert za pomoč žrtvam lakote v Etiopiji, ki sta ga organizirala Bob Geldof in Midge Ure. Koncert je 13. julija 1985 sočasno potekal na starem stadionu Wembley, London (72.000 ljudi) in na stadionu John F. Kennedy, Filadelfija (89.484 ljudi). Gre za enega največjih televizijskih prenosov v zgodovini, katerega je režiral Vincent Scarza, saj ga je preko satelita, katerega slika je šla v več kot 150 držav po vsem svetu, skupaj spremljalo okrog 1,9 milijarde ljudi, oziroma 40% takratnega svetovnega prebivalstva.
Koncert v Londonu je potekal od 13:00 do 23:00 ure po slovenskem času, v Filadelfiji pa od 14:51 do 05:05 ure naslednjega dne po slovenskem času. Svet je lahko ta dogodek spremljal 16 ur skupaj nepretrgoma.
24-minutni nastop britanske skupine Queen, še posebej izvedba "Radio Ga Ga" in "We Will Rock You", velja za vrhunec tega dobrodelnega dogodka in enega najbolj kultnih performansov v zgodovini glasbe.
Po vzoru Live Aid so se na isti dan odvijali koncerti tudi v nekaterih drugih državah, kot so Sovjetska zveza, Kanada, Japonska, Jugoslavija, Avstrija, Avstralija in Zahodna Nemčija. 

## Zanimivost
Phil Collins je edini glasbenik, ki je nastopil na obeh prizoriščih in to v razmaku manj kot 9 ur. Najprej je nastopil v Londonu, kjer je ob 16:49 po slovenskem času odpel še svojo zadnjo skladbo in sicer je prispeval backvokale za uspešnico "Every Breath You Take" s Stingom. Nato so ga z helikopterjem odpeljali na letališče Heatrow, kjer se usedel na nadzvočno potniško letalo Concorde, ki je potrebovalo manj kot 3 ure do New Yorka. Nato so ga od tam še z enim helikopterjem prepeljali naravnost do Filadelfije, kjer je ob 1:38 naslednjega dne zjutraj (14. julija) po slovenskem času, nastopil najprej z Ericom Claptonom in nato še solo. Na letalu je bil zelo nervozen, saj je tam srečal vplivnega glasbenega založnika Kala Rudmana, ki je odločal, kaj gre v eter in kaj ne.
Obe originalni prizorišči so porušili in ju na istem mestu nadomestili z novimi. Stari Wembley so leta 2007 nadomestili z novim modernejšim stadionom, ki sprejme še nekoliko več ljudi kot stari. V Filadefiji pa so na mestu nekdanjega stadiona JFK leta 1996 zgradili novo moderno večnamesko dvorano Wells Fargo Center, ki sprejme 20.000 ljudi.

## Nastopajoči
Časovno je bila Slovenija (GMT+02:00) eno uro pred Londonom (GMT+01:00) in šest ur pred Filadelfijo (GMT-04:00).

### Stari Wembley, London
| GMT +01:00 | SLO +02:00 | Izvajalec                                                    | Skladba |
| ---------- | ---------- | ------------------------------------------------------------ | --- |
| 12:00      | 13:00      | Band of the Coldstream Guards                                | "God Save the Queen" (samo prvih šest taktov) |
| 12:01      | 13:01      | Status Quo                                                   | "Rockin' All Over the World" "Caroline" "Don't Waste My Time" |
| 12:19      | 13:19      | The Style Council                                            | "You're the Best Thing" "Big Boss Groove" "Internationalists" "Walls Come Tumbling Down!" |
| 12:44      | 13:44      | The Boomtown Rats                                            | "I Don't Like Mondays" "Drag Me Down" "Rat Trap" "For He's a Jolly Good Fellow" |
| 13:01      | 14:01      | Adam Ant                                                     | "Vive Le Rock" |
| 13:17      | 14:17      | Ultravox                                                     | "Reap the Wild Wind" "Dancing with Tears in My Eyes" "One Small Day" "Vienna" |
| 13:46      | 14:46      | Spandau Ballet                                               | "Only When You Leave" "Virgin" "True" |
| 14:07      | 15:07      | Elvis Costello                                               | "All You Need Is Love" |
| 14:22      | 15:22      | Nik Kershaw                                                  | "Wide Boy" "Don Quixote" "The Riddle" "Wouldn't It Be Good" |
| 14:53      | 15:53      | Sade                                                         | "Why Can't We Live Together" "Your Love Is King" "Is It a Crime" |
| 15:18      | 16:18      | Sting Phil Collins                                           | "Roxanne" (Sting) "Driven to Tears" (Sting) "Against All Odds (Take a Look at Me Now)" (Phil Collins) "Message in a Bottle" (Sting) "In the Air Tonight" (Phil Collins) "Long Long Way to Go" (oba) "Every Breath You Take" (oba) |
| 15:49      | 16:49      | Howard Jones                                                 | "Hide and Seek" |
| 16:08      | 17:08      | Bryan Ferry                                                  | "Sensation" "Boys And Girls" "Slave to Love" "Jealous Guy" |
| 16:40      | 17:40      | Paul Young                                                   | "Do They Know It's Christmas?" (intro) "Come Back and Stay" "That's the Way Love Is" (feat. Alison Moyet) "Every Time You Go Away"                                                                                                |
| 17:19      | 18:19      | U2                                                           | "Sunday Bloody Sunday" "Bad" (z "Satellite of Love", "Ruby Tuesday", "Sympathy for the Devil" & "Walk on the Wild Side") |
| 18:00      | 19:00      | Dire Straits                                                 | "Money for Nothing" (feat. Sting) "Sultans of Swing" |
| 18:41      | 19:41      | Queen                                                        | "Bohemian Rhapsody" "Radio Ga Ga" "Hammer to Fall" "Crazy Little Thing Called Love" "We Will Rock You" "We Are the Champions" |
| 19:23      | 20:23      | David Bowie                                                  | "TVC 15" "Rebel Rebel" "Modern Love" "Heroes" |
| 19:59      | 20:59      | The Who                                                      | "My Generation" "Pinball Wizard" "Love, Reign o'er Me" "Won't Get Fooled Again" |
| 20:50      | 21:50      | Elton John                                                   | "I'm Still Standing" "Bennie and the Jets" "Rocket Man" "Don't Go Breaking My Heart" (feat. Kiki Dee) "Don't Let the Sun Go Down on Me" (feat. George Michael in Andrew Ridgeley) "Can I Get a Witness"                           |
| 21:48      | 22:48      | Freddie Mercury Brian May                                    | "Is This the World We Created...?" |
| 21:51      | 22:51      | Paul McCartney (feat. Bowie, Geldof, Alison Moyet & Towsend) | "Let It Be" |
| 21:57      | 22:57      | Band Aid                                                     | "Do They Know It's Christmas?" |

### Stadion JFK, Philadelphia
| GMT -04:00 | SLO +02:00 | Izvajalec                                                                 | Skladba |
| ---------- | ---------- | ------------------------------------------------------------------------- | --- |
| 8:51       | 14:51      | Bernard Watson                                                            | "All I Really Want to Do" "intervju" |
| 9:01       | 15:01      | Joan Baez                                                                 | "Amazing Grace" "We Are the World" |
| 9:10       | 15:10      | The Hooters                                                               | "And We Danced" "All You Zombies" |
| 9:32       | 15:32      | Four Tops                                                                 | "Shake Me, Wake Me (When It's Over)" "Bernadette" "It's the Same Old Song" "Reach Out I'll Be There" "I Can't Help Myself (Sugar Pie, Honey Bunch)"                                             |
| 9:45       | 15:45      | Billy Ocean                                                               | "Caribbean Queen" "Loverboy" |
| 9:55       | 15:55      | Black Sabbath                                                             | "Children of the Grave" "Iron Man" "Paranoid" |
| 10:12      | 16:12      | Run–D.M.C.                                                                | "Jam Master Jay" "King of Rock" |
| 10:27      | 16:27      | Rick Springfield                                                          | "Love Somebody" "State of the Heart" "Human Touch" |
| 10:47      | 16:47      | REO Speedwagon                                                            | "Can't Fight This Feeling" "Roll With the Changes" |
| 11:12      | 17:12      | Crosby, Stills in Nash                                                    | "Southern Cross" "Teach Your Children" "Suite: Judy Blue Eyes" |
| 11:29      | 17:29      | Judas Priest                                                              | "Living After Midnight" "The Green Manalishi (With The Two-Pronged Crown)" "You've Got Another Thing Comin'"                                                                                    |
| 12:01      | 18:01      | Bryan Adams                                                               | "Kids Wanna Rock" "Summer of '69" "Tears Are Not Enough" "Cuts Like a Knife" |
| 12:39      | 18:39      | The Beach Boys                                                            | "California Girls" "Help Me, Rhonda" "Wouldn't It Be Nice" "Good Vibrations" "Surfin' U.S.A."                                                                                                   |
| 13:26      | 19:26      | George Thorogood and the Destroyers (feat. Bo Diddley in Albert Collins)  | "Who Do You Love?" (feat. Bo Diddley) "The Sky Is Crying" "Madison Blues" (feat. Albert Collins)                                                                                                |
| 14:05      | 20:05      | Simple Minds                                                              | "Ghost Dancing" "Don't You (Forget About Me)" "Promised You a Miracle" |
| 14:41      | 20:41      | Pretenders                                                                | "Time the Avenger" "Message of Love" "Stop Your Sobbing" "Back on the Chain Gang" "Middle of the Road"                                                                                          |
| 15:21      | 21:21      | Santana (feat Pat Metheny)                                                | "Brotherhood" "Primera Invasion" "Open Invitation" "By the Pool" "Right Now" |
| 15:57      | 21:57      | Ashford & Simpson (feat. Teddy Pendergrass)                               | "Solid" "Reach Out and Touch (Somebody's Hand)" (feat Teddy Pendergrass) |
| 16:27      | 22:27      | Madonna (feat. Thompson Twins & Nile Rodgers)                             | "Holiday" "Into the Groove" "Love Makes The World Go Round" (feat. Thompson Twins & Nile Rodgers)                                                                                               |
| 17:02      | 23:02      | Tom Petty and the Heartbreakers                                           | "American Girl" "The Waiting" "Rebels" "Refugee" |
| 17:30      | 23:30      | Kenny Loggins                                                             | "Footloose" |
| 17:39      | 23:39      | The Cars                                                                  | "You Might Think" "Drive" "Just What I Needed" "Heartbeat City" |
| 18:06      | 00:06      | Neil Young                                                                | "Sugar Mountain" "The Needle and the Damage Done" "Helpless" "Nothing Is Perfect (In God's Perfect Plan)" "Powderfinger"                                                                        |
| 18:42      | 00:42      | The Power Station                                                         | "Murderess" "Get It On" |
| 19:21      | 01:21      | Thompson Twins (feat Madonna, S. Stevens & Nile Rodgers)                  | "Hold Me Now" "Revolution" (feat. Madonna, Steve Stevens & Nile Rodgers) |
| 19:38      | 01:38      | Eric Clapton                                                              | "White Room" "She's Waiting" "Layla" |
| 20:00      | 02:00      | Phil Collins                                                              | "Against All Odds (Take a Look at Me Now)" "In the Air Tonight" |
| 20:10      | 02:10      | Led Zeppelin                                                              | "Rock and Roll" "Whole Lotta Love" "Stairway to Heaven" |
| 20:39      | 02:39      | Crosby, Stills, Nash & Young                                              | Daylight Again/Find The Cost of Freedom" |
| 20:46      | 02:46      | Duran Duran                                                               | "A View to a Kill" "Union of the Snake" "Save a Prayer" "The Reflex" |
| 21:20      | 03:20      | Patti LaBelle                                                             | "New Attitude" "Imagine" "Forever Young" "Stir It Up" "Over the Rainbow" "Why Can't I Get It Over"                                                                                              |
| 21:50      | 03:50      | Hall & Oates (feat Eddie Kendricks & David Ruffin)                        | "Out of Touch" "Maneater" "Get Ready" (feat. Eddie Kendricks) "Ain't Too Proud to Beg" (feat. David Ruffin) "The Way You Do the Things You Do" "My Girl" (feat. Eddie Kendricks & David Ruffin) |
| 22:15      | 04:15      | Mick Jagger Hall & Oates Eddie Kendricks David Ruffin (feat. Tina Turner) | "Lonely At the Top" "Just Another Night" "Miss You" "State Of Shock" (feat. Tina Turner) "It's Only Rock 'n Roll (But I Like It)" (feat. Tina Turner)                                           |
| 22:39      | 04:39      | Bob Dylan Keith Richards Ronnie Wood                                      | "Ballad of Hollis Brown" "When the Ship Comes In" "Blowin' in the Wind" |
| 22:55      | 04:55      | USA for Africa                                                            | "We Are the World" |